# Hartwig Seeler
Hartwig Seeler ist eine Kriminalfilmreihe der ARD mit Matthias Koeberlin in der Titelrolle, die von 2019 bis 2022 als DonnerstagsKrimi im Ersten ausgestrahlt wurde.

## Handlung
Nach dem Unfalltod seiner Frau scheidet Hartwig Seeler aus dem Polizeidienst aus und gerät in eine private Krise. Als Privatdetektiv versucht er seinen alten Beruf privat weiterzuführen, wobei ihm seine Kontakte zu den ehemaligen Kollegen zugutekommen. Selbst seine verstorbene Frau erscheint ihm in schwierigen Phasen seiner Fälle, da ihn immer wieder die Frage quält, ob es ein Unfall oder Suizid war. Nach drei Jahren führt ihn ein Fall zurück nach Griechenland, wo ihm allmählich klar wird, dass ihn jemand ganz bewusst hierher gelockt hat. In Zusammenarbeit mit einem ehemaligen Polizeikollegen kann er die Identität des Mannes ermitteln, der ihn gnadenlos in eine Falle lockt und auf ihn schießt. Angeblich war der Mann vor Seeler mit dessen Frau Maria zusammen und hat all die Jahre nicht verwunden, seine „große Liebe“ verloren zu haben. Aus diesem Grunde hatte er sie vor drei Jahren dafür bestrafen wollen und den Unfall provoziert.

## Rezeption
„Hartwig Seelers persönliche Geschichte spiegelt sich immer in den jeweiligen Fällen wider.“ Auch „der Name ist vielmehr wörtlich zu nehmen: Seeler leitet sich ab von Seele. Dieser Privatdetektiv dürfte – nachdem sich Tatort-Kommissar Faber gefangen hat – der am meisten mit seiner Psyche befasste Ermittler im deutschen Fernsehen sein. Das Trauma des mysteriösen Todes seiner Frau ist bei ihm allgegenwärtig.“
Tilmann P. Gangloff von tittelbach.tv schrieb über Hartwig Seeler: „Dieser Mann ist kein gewöhnlicher Privatdetektiv. Der von Matthias Koeberlin angenehm zurückgenommen und mit hoher Blick-Intensität verkörperte Held wirkt vielmehr wie eine Art Kundschafter der Seele (nomen est omen!).“ So sorgt er „nicht primär pragmatisch für Recht und Ordnung […] wie ein Polizist, sondern [versucht] das Menschsein“ zu verstehen und sucht „nach neuen, besseren Regeln für das Miteinander.“

## Folgen
| Nr. | Originaltitel                           | Erstausstrahlung | Regie            | Drehbuch         | Zuschauer             |
| --- | --------------------------------------- | ---------------- | ---------------- | ---------------- | --------------------- |
| 1   | Hartwig Seeler – Gefährliche Erinnerung | 11. Mai 2019     | Johannes Fabrick | Johannes Fabrick | 5,73 Mio. (20,1 % MA) |
| 2   | Hartwig Seeler – Ein neues Leben        | 10. Apr. 2021    | Johannes Fabrick | Johannes Fabrick | 6,02 Mio. (18,7 % MA) |
| 3   | Hartwig Seeler – Im Labyrinth der Rache | 17. Sep. 2022    | Johannes Fabrick | Johannes Fabrick | 5,82 Mio. (23,4 % MA) |

## Verweise
- Hartwig Seeler in der ARD-Mediathek. Sendungsseite, abrufbar bis 12. Januar 2026
- Hartwig Seeler bei Fernsehserien.de
- Hartwig Seeler bei IMDb